# Saison 2018-2019 du Red Star Football Club
 (juin 2018).
Si vous disposez d'ouvrages ou d'articles de référence ou si vous connaissez des sites web de qualité traitant du thème abordé ici, merci de compléter l'article en donnant les références utiles à sa vérifiabilité et en les liant à la section « Notes et références ».
Maillots
Chronologie
Saison précédente Saison suivante
La saison 2018-2019 du Red Star, club de football français, voit le club évoluer en Ligue 2 2018-2019.

## Classement
| Rang | Équipe                 | Pts | J  | G  | N  | P  | Bp | Bc | Diff | Promotion ou relégation |
| ---- | ---------------------- | --- | -- | -- | -- | -- | -- | -- | ---- | ----------------------- |
| 16   | FC Sochaux-Montbéliard | 41  | 38 | 11 | 8  | 19 | 27 | 43 | −16  |                         |
| 17   | AC Ajaccio             | 40  | 38 | 9  | 13 | 16 | 29 | 45 | −16  |                         |
| 18   | GFC Ajaccio            | 39  | 38 | 9  | 12 | 17 | 30 | 54 | −24  | Barrage de relégation   |
| 19   | AS Béziers P           | 38  | 38 | 9  | 11 | 18 | 33 | 50 | −17  | Relégation en National  |
| 20   | Red Star FC P          | 30  | 38 | 7  | 9  | 22 | 28 | 58 | −30  | Relégation en National  |